# Villarreal Club de Fútbol 2018-2019
Questa voce raccoglie le informazioni riguardanti il Villarreal Club de Fútbol nelle competizioni ufficiali della stagione 2018-2019.

## Maglie e sponsor
| Casa | Trasferta | Terza divisa |

Sponsor ufficiale: Pamesa Cerámica
Fornitore tecnico: Joma

## Organico

### Rosa
In corsivo i calciatori ceduti durante la stagione
| N. |                      | Ruolo | Calciatore        |
| -- | -------------------- | ----- | ----------------- |
| 1  | Spagna (bandiera)    | P     | Sergio Asenjo     |
| 2  | Spagna (bandiera)    | D     | Mario Gaspar      |
| 3  | Spagna (bandiera)    | D     | Álvaro            |
| 4  | Argentina (bandiera) | D     | Ramiro Funes Mori |
| 5  | Argentina (bandiera) | C     | Santiago Cáseres  |
| 6  | Spagna (bandiera)    | D     | Víctor Ruiz       |
| 7  | Spagna (bandiera)    | A     | Gerard Moreno     |
| 8  | Spagna (bandiera)    | C     | Pablo Fornals     |
| 9  | Colombia (bandiera)  | A     | Carlos Bacca      |
| 10 | Italia (bandiera)    | A     | Nicola Sansone    |
| 10 | Spagna (bandiera)    | C     | Vicente Iborra    |
| 11 | Spagna (bandiera)    | D     | Jaume Costa       |
| 13 | Spagna (bandiera)    | P     | Andrés Fernández  |
| 14 | Spagna (bandiera)    | C     | Manu Trigueros    |
| 15 | Spagna (bandiera)    | D     | Miguelón          |
| 16 | Spagna (bandiera)    | D     | Alfonso Pedraza   |

| N. |                      | Ruolo | Calciatore               |
| -- | -------------------- | ----- | ------------------------ |
| 17 | Camerun (bandiera)   | A     | Karl Toko Ekambi         |
| 18 | Spagna (bandiera)    | C     | Javi Fuego               |
| 19 | Spagna (bandiera)    | C     | Santi Cazorla            |
| 20 | Cile (bandiera)      | C     | Manuel Iturra            |
| 21 | Spagna (bandiera)    | C     | Bruno Soriano (capitano) |
| 22 | Spagna (bandiera)    | C     | Dani Raba                |
| 23 | Italia (bandiera)    | D     | Daniele Bonera           |
| 24 | Messico (bandiera)   | D     | Miguel Layún             |
| 25 | Argentina (bandiera) | P     | Mariano Barbosa          |
| 28 | Spagna (bandiera)    | C     | Manu Morlanes            |
| 30 | Nigeria (bandiera)   | A     | Samuel Chukwueze         |
| 33 | Spagna (bandiera)    | D     | Pepe Castaño             |
| 37 | Spagna (bandiera)    | C     | Iván Martín              |
| 39 | Spagna (bandiera)    | D     | Xavi Quintillà           |
| 42 | Romania (bandiera)   | D     | Andrei Rațiu             |

## Calciomercato

### Sessione estiva
| Acquisti | Acquisti          | Acquisti        | Acquisti                  |
| R.       | Nome              | da              | Modalità                  |
| -------- | ----------------- | --------------- | ------------------------- |
| A        | Gerard Moreno     | Espanyol        | definitivo (20 milioni €) |
| A        | Karl Toko Ekambi  | Angers          | definitivo (18 milioni €) |
| A        | Roger Martínez    | Jiangsu Suning  | definitivo (14 milioni €) |
| C        | Santiago Cáseres  | Vélez Sarsfield | definitivo (10 milioni €) |
| D        | Ramiro Funes Mori | Everton         | definitivo (9 milioni €)  |
| A        | Carlos Bacca      | Milan           | definitivo (7 milioni €)  |
| D        | Miguel Layún      | Porto           | definitivo (4 milioni €)  |
| C        | Santi Cazorla     | Arsenal         | gratuito                  |
| C        | Manuel Iturra     | Malaga          | gratuito                  |
| D        | Alfonso Pedraza   | Alavés          | fine prestito             |

| Cessioni | Cessioni         | Cessioni        | Cessioni                    |
| R.       | Nome             | a               | Modalità                    |
| -------- | ---------------- | --------------- | --------------------------- |
| A        | Samu Castillejo  | Milan           | definitivo (21,3 milioni €) |
| A        | Rodri            | Atlético Madrid | definitivo (20 milioni €)   |
| A        | Roger Martínez   | América         | definitivo (8,5 milioni €)  |
| C        | Roberto Soriano  | Torino          | prestito (1 milione €)      |
| P        | Antonio Rukavina | Astana          | gratuito                    |
| D        | Adrián Marín     | Alavés          | gratuito                    |
| C        | Matías Nahuel    | Olympiacos      | gratuito                    |
| A        | Denis Cheryshev  | Valencia        | prestito                    |
| A        | Enes Ünal        | Real Valladolid | prestito                    |
| C        | Alfred N'Diaye   | Malaga          | prestito                    |
| D        | Rúben Semedo     | Huesca          | prestito                    |
| D        | Pau Torres       | Malaga          | prestito                    |
| A        | Leonardo Suárez  | Real Valladolid | prestito                    |
| D        | Juan Ibiza       | Almería         | prestito                    |

#### Sessione invernale
| Acquisti | Acquisti        | Acquisti        | Acquisti                  |
| R.       | Nome            | da              | Modalità                  |
| -------- | --------------- | --------------- | ------------------------- |
| C        | Vicente Iborra  | Leicester City  | definitivo (10 milioni €) |
| C        | Roberto Soriano | Torino          | fine prestito             |
| D        | Rúben Semedo    | Huesca          | fine prestito             |
| A        | Leonardo Suárez | Real Valladolid | fine prestito             |

| Cessioni | Cessioni          | Cessioni      | Cessioni                 |
| R.       | Nome              | a             | Modalità                 |
| -------- | ----------------- | ------------- | ------------------------ |
| D        | Miguel Layún      | Monterrey     | definitivo (4 milioni €) |
| C        | Manuel Iturra     | Maccabi Haifa | gratuito                 |
| C        | Roberto Soriano   | Bologna       | prestito                 |
| A        | Nicola Sansone    | Bologna       | prestito                 |
| A        | Cristian Espinoza | San José      | prestito                 |
| D        | Rúben Semedo      | Rio Ave       | prestito                 |
| A        | Leonardo Suárez   | Maiorca       | prestito                 |

## Risultati

### UEFA Europa League

#### Fase a gironi
| Arbitro: | István Kovács |

|                     |           |                          |
| Bacca 1’ Gerard 69’ | Marcatori | 67’ Arfield 76’ Lafferty |

| Arbitro: | Daniel Siebert |

|                                       |           |                                             |
| Zé Luís 34’ (rig.), 82’ Melgarejo 85’ | Marcatori | 13’ Ekambi 49’ Fornals 90+6’ (rig.) Cazorla |

| Arbitro: | Halis Özkahya |

|                                                             |           |  |
| Fornals 26’ Ekambi 30’ Barać 45’ (aut.) Raba 63’ Gerard 85’ | Marcatori |  |

| Vienna 8 novembre 2018, ore 18:55 CET 4ª giornata | Rapid Vienna    | 0 – 0 referto | Villarreal | Weststadion (22 100 spett.)\| Arbitro: \| Srđan Jovanović \| |
| Arbitro:                                          | Srđan Jovanović |               |            |                                                              |

| Glasgow 29 novembre 2018, ore 21:00 CET 5ª giornata | Rangers   | 0 – 0 referto | Villarreal | Ibrox Stadium (50 171 spett.)\| Arbitro: \| Matej Jug \| |
| Arbitro:                                            | Matej Jug |               |            |                                                          |

| Arbitro: | Andris Treimanis |

|                          |           |  |
| Chukwueze 11’ Ekambi 48’ | Marcatori |  |

#### Fase ad eliminazione diretta
| Arbitro: | Clément Turpin |

|  |           |            |
|  | Marcatori | 3’ Pedraza |

| Arbitro: | Pavel Královec |

|             |           |                 |
| Fornals 80’ | Marcatori | 45+1’ Fernandes |

| Arbitro: | Gianluca Rocchi |

|            |           |                                    |
| Azmoun 35’ | Marcatori | 33’ Iborra 64’ Moreno 71’ Morlanes |

| Arbitro: | Artur Soares Dias |

|                      |           |                |
| Moreno 29’ Bacca 47’ | Marcatori | 90+1’ Ivanović |

| Arbitro: | Michael Oliver |

|                    |           |                             |
| Cazorla 36’ (rig.) | Marcatori | 6’, 90+3’ Guedes 90+1’ Wass |

| Arbitro: | William Collum |

|                     |           |  |
| Lato 13’ Parejo 54’ | Marcatori |  |